# Ліверпуль (Іллінойс)
Ліверпуль (англ. Liverpool) — селище (англ. village) в США, в окрузі Фултон штату Іллінойс. Населення — 94 особи (2020).

## Географія
Ліверпуль розташований за координатами 40°23′24″ пн. ш. 90°0′7″ зх. д. / 40.39000° пн. ш. 90.00194° зх. д. (40.389902, -90.001930).  За даними Бюро перепису населення США в 2010 році селище мало площу 0,22 км², з яких 0,22 км² — суходіл та 0,00 км² — водойми.

## Демографія
Згідно з переписом 2010 року, у селищі мешкало 129 осіб у 56 домогосподарствах у складі 37 родин. Густота населення становила 582 особи/км².  Було 65 помешкань (293/км²).
Расовий склад населення:
| - 98,4 % — білих - 0,8 % — корінних американців |

До двох чи більше рас належало 0,8 %. Частка іспаномовних становила 0,0 % від усіх жителів.
За віковим діапазоном населення розподілялося таким чином: 16,3 % — особи молодші 18 років, 64,3 % — особи у віці 18—64 років, 19,4 % — особи у віці 65 років та старші. Медіана віку мешканця становила 44,8 року. На 100 осіб жіночої статі у селищі припадало 122,4 чоловіків;  на 100 жінок у віці від 18 років та старших — 129,8 чоловіків також старших 18 років.
Середній дохід на одне домашнє господарство  становив 43 902 долари США (медіана — 32 188), а середній дохід на одну сім'ю — 53 532 долари (медіана — 46 250). Медіана доходів становила 46 094 долари для чоловіків та 28 125 доларів для жінок. За межею бідності перебувало 20,1 % осіб, у тому числі 38,1 % дітей у віці до 18 років та 0,0 % осіб у віці 65 років та старших.
Цивільне працевлаштоване населення становило 58 осіб. Основні галузі зайнятості: освіта, охорона здоров'я та соціальна допомога — 24,1 %, виробництво — 19,0 %, транспорт — 17,2 %.